# Museo dell'ex campo di sterminio nazista di Sobibór
Il Museo dell'ex campo di sterminio nazista di Sobibór o Museo di Sobibór (in polacco: Muzeum Byłego Hitlerowskiego Obozu Zagłady w Sobiborze) è un museo statale polacco dedicato alla memoria delle atrocità commesse nel campo di sterminio di Sobibor. Il campo fu allestito nell'ambito del programma di sterminio degli ebrei noto come operazione Reinhard, che segnò la fase più letale dell'Olocausto in Polonia. Fu gestito dal Sonderkommando guidato da Franz Stangl. Il numero di ebrei polacchi che vi furono gasati e cremati tra aprile 1942 e il 14 ottobre 1943 è stimato in 250.000 persone e aumenta se si comprendono gli ebrei provenienti da altri paesi occupati dal Reich.
Dal 1º maggio 2012 il Museo di Sobibór è collegato al Museo statale di Majdanek, dedicato alla storia e alla commemorazione dei suoi campi e sottocampi. In origine faceva parte del vicino museo distrettuale di Włodawa fondato nel 1981. Il Ministero della Cultura e del Patrimonio Nazionale lo riaprì dopo la riorganizzazione amministrativa.

## Storia del museo

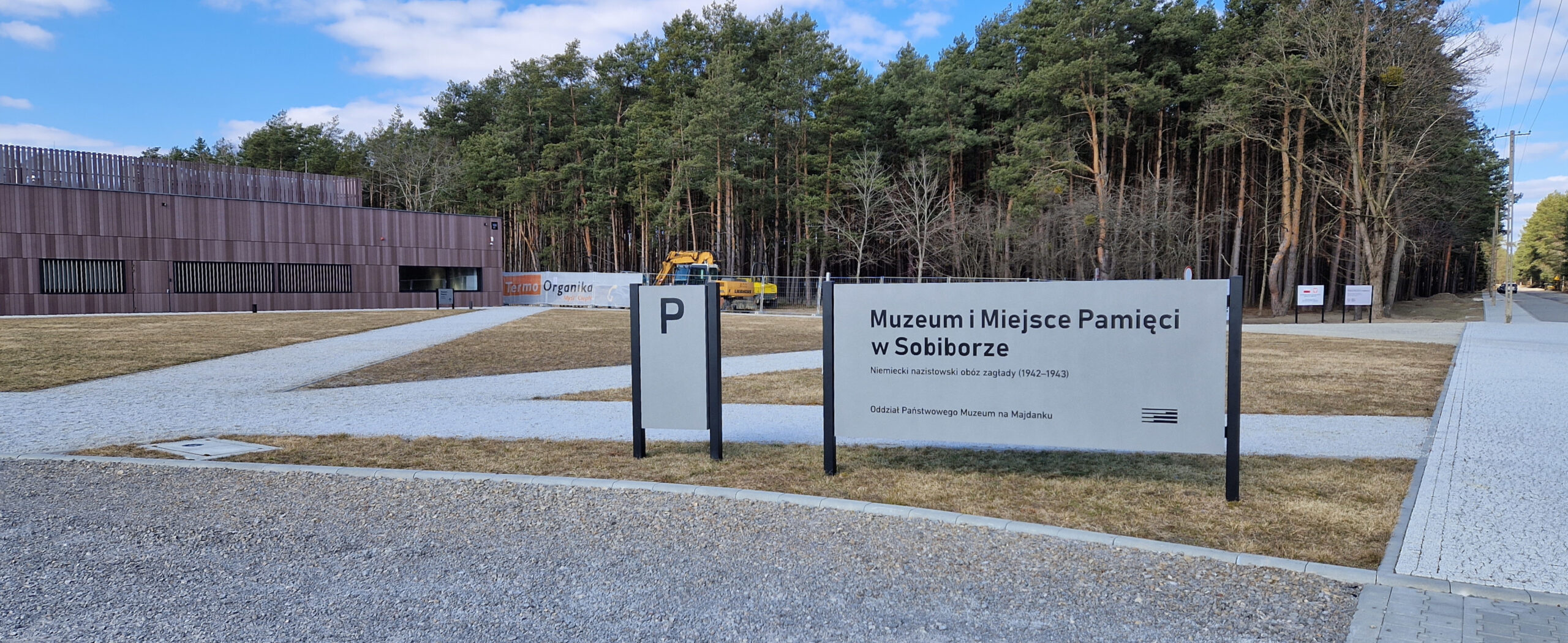
Il centro visitatori.

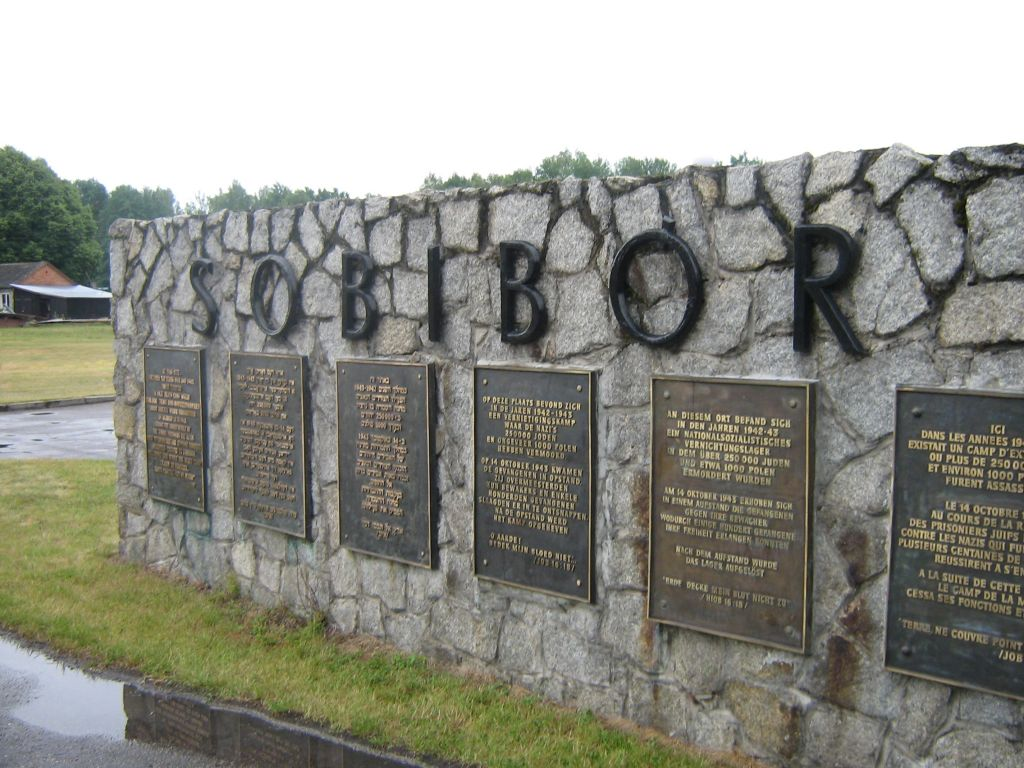
Il sentiero della memoria a Sobibór.

Prima del processo di Sobibor ad Hagen e del processo di Krasnodar nell'URSS si sapeva poco di quanto accaduto nel campo; si arrivò al giudizio grazie al lavoro investigativo di Simon Wiesenthal e all'eco suscitato dalla cattura di Eichmann effettuata dal Mossad. La maggior parte dei sopravvissuti all'Olocausto aveva lasciato la Polonia anni prima e il campo fu quasi dimenticato.
Il primo monumento alle vittime di Sobibór fu eretto nel 1965. Il Museo di Włodawa, che si occupa del monumento, istituì una sezione dedicata a Sobibór il 14 ottobre 1993, in occasione del 50º anniversario della rivolta armata seguita dalla fuga degli ebrei, eventi che comportarono la chiusura anticipata del campo.

## Centro di ricerca e conservazione
Il complesso comprende:
- l'edificio museale situato nei pressi dell'ex stazione ferroviaria, a cui è collegata tramite il "Sentiero della memoria" lastricato;
- una statua in ghisa di una donna con bambino sulla "Strada per il paradiso" (Himmelfahrtstrasse) scolpita da Mieczysław Welter;
- un grande cumulo di ceneri e ossa frantumate delle vittime, raccolte sul posto e sistemate in un'ampia piramide accanto alle originali fosse di cremazione all'aperto;
- l'archivio locale dei facsimile delle testimonianze e dei documenti.[14]

Il campo è concepito in modo da poter essere sottoposto a studi geofisici più avanzati e ulteriori scavi archeologici. Entro il perimetro non è rimasto praticamente alcun oggetto fisso poiché le SS rimossero meticolosamente quante più prove possibile. Qualsiasi lavoro di ricerca intorno e vicino alle tombe è condotto sotto la stretta supervisione del rabbino capo della Polonia Michael Schudrich.
Il primo progetto di scavo fu completato nell'ottobre 2007. Furono riportati alla luce oltre mille oggetti appartenuti alle vittime. Nell'ottobre 2009 fu condotta la seconda fase di scavo, che determinò l'esatto posizionamento dei pali di recinzione di filo spinato a doppia fila intorno al campo. Il lavoro rivelò anche numerosi nuovi manufatti, tra cui denti finti, oggetti provenienti da Marienbad e molte chiavi delle valigie. Nell'autunno del 2012 fu analizzata la sezione nord-occidentale attorno alle fosse comuni 1 e 2, comprensiva delle prove geofisiche della recinzione di filo spinato che separava le fosse comuni e le fosse di cremazione dall'area abitata del Campo III, nonché il perimetro della zona delle uccisioni.
Nel maggio 2013, scavando vicino al campo II, gli archeologi israeliani e polacchi scoprirono un tunnel per la fuga lungo 10 metri e profondo in alcuni punti 1,6-2 m, che partiva da sotto le baracche del Sonderkommando ebraico e conduceva verso una doppia fila recinzione di filo spinato. Il tunnel potrebbe essere crollato con delle persone all'interno (è noto che il perimetro del campo era minato), ma i registri del campo non menzionano alcun incidente del genere.
Tra le nuove scoperte il rinvenimento delle etichette identificative dei bambini provenienti dai Paesi Bassi e di resti di sette scheletri umani, forse di coloro che furono uccisi una volta completata la rimozione delle prove del genocidio.